# Grad Sommeregg
Koordinati:   46°50′3″N, 13°31′25″E
Grad Sommeregg je grad nad Milštatskim jezerom na avstrijskem Koroškem. Med letoma 1187 in 1418 je bil v lasti grofov Ortenburških, do leta 1456 grofov Celjskih in nato do leta 1628 dinastije Habsburžanov.
Grad je znan po muzeju mučilnih naprav in orodij iz vseh časov, ki je bil urejen v sodelovanju z Amnesty International.

## Lastniki gradu in gospostva skozi čas
| Razdobje  | Fevdalni lastnik/ Lastnik                                          | Posest v fevdu/v zastavi/v najemu/oskrbi |
| --------- | ------------------------------------------------------------------ | --- |
| 1187-1418 | Ortenburžani                                                       | v fevdu do 1338 vitezi Sommereggerji, nato vitezi Trebniški, gospodje Holenburški, Maltteiner-ji, Katsch-i, Hallegger-ji                                                                         |
| 1418-1456 | Celjski grofje                                                     | v fevdu vitezi Hallegg-i, od 1442 rodbina vitezov Grabenski s Kamna kot gradiščani |
| 1456-1628 | Habsburžani                                                        | družina rodbina vitezov Grabenski s Kamna kot gradiščani, od 1509 Jurij in Rosina Goldacher (Rosina Grabenska z Brega), od 1550 oskrbnik in gradiščan Krištof Khevenhüller in njegovi nasledniki |
| 1628-1651 | Deželni gospod Hans Wittmann                                       | |
| 1651-1932 | Grofje Lodron                                                      | |
| 1932-1940 | Josef Penker                                                       | |
| 1940-1969 | Josef Riebler / hči Helene poročene baronice Rosenberg de la Marre | |
| 1969-1992 | Družina Elfi / Andreas Egger                                       | |
| 1992-     | Družina Riegler                                                    | |